# Nadine Capellmann

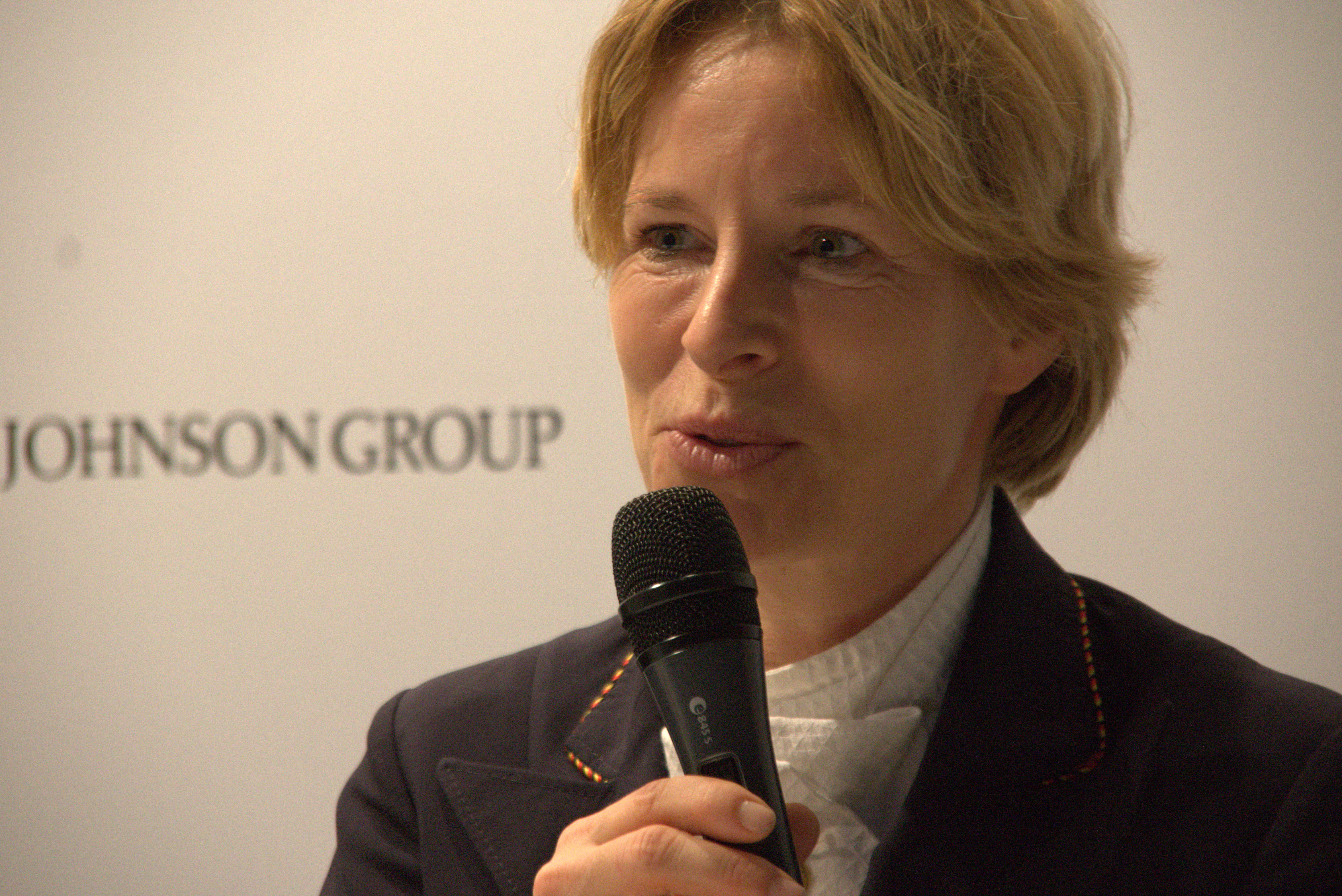
Nadine Capellmann (2012)

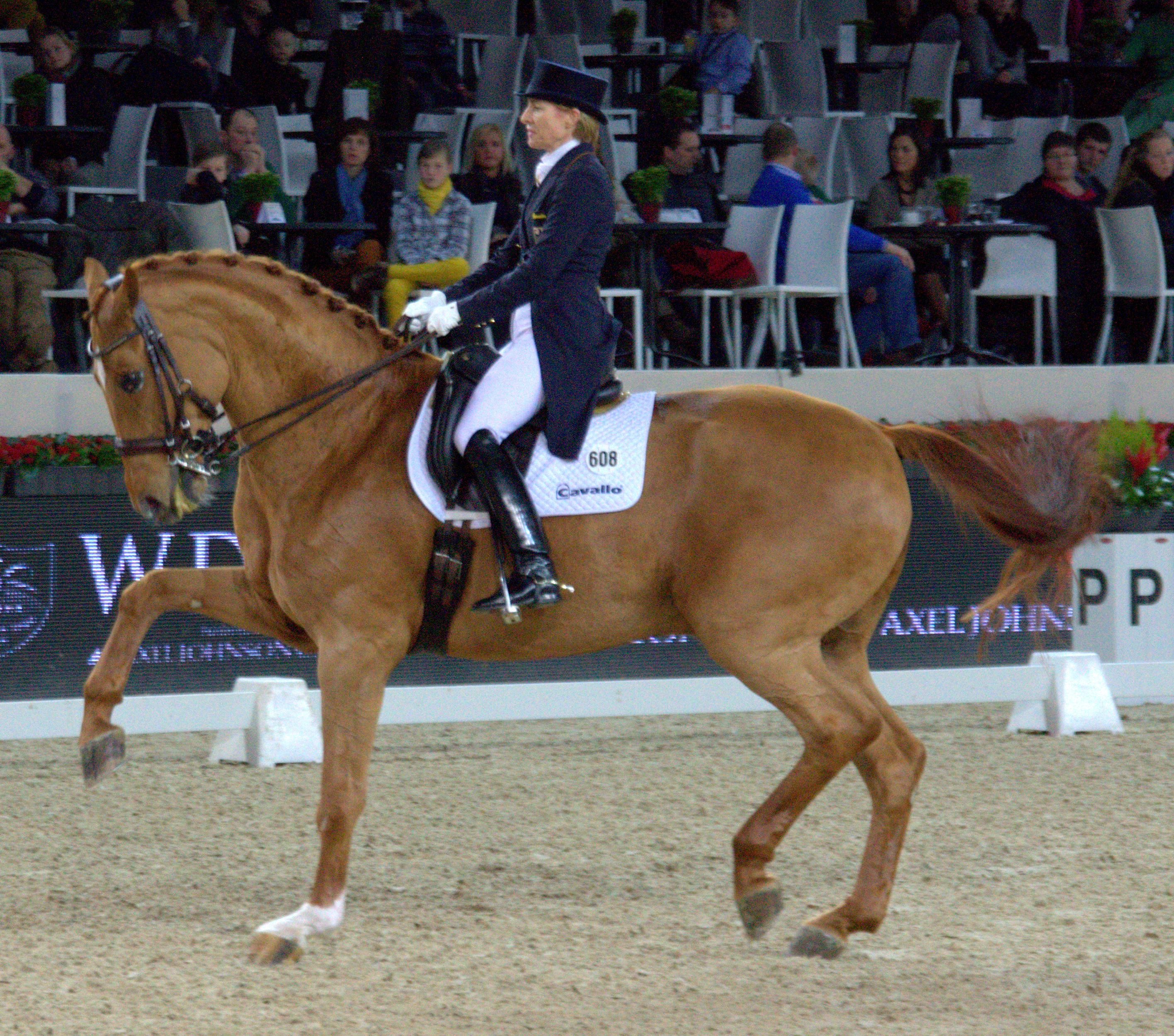
Nadine Capellmann mit Elvis VA, CDI 5* Mechelen 2012

Nadine Capellmann (* 9. Juli 1965 in Würselen) ist eine deutsche Dressurreiterin.

## Leben
Die vierfache Weltmeisterin (Doppelweltmeisterin 2002) saß schon mit 2 Jahren im Sattel und hat sich auf verschiedenen Pferden einen Namen in der internationalen Dressurszene gemacht.
Nadine Capellmann war zeitweilig mit dem ehemaligen Deutschland-Chef von Bain Capital, Ulrich Biffar, verheiratet. In dieser Zeit führte sie den Namen Nadine Capellmann-Biffar. Nadine Capellmann ist selbst in einem Unternehmerhaushalt aufgewachsen, ihr Vater Kurt Capellmann war als Nachfolger seines Onkels Richard Talbot Inhaber der Waggonfabrik Talbot. Neben dieser Tätigkeit war Kurt Capellmann auch Reitstallbesitzer, Dressurreiter und langjähriger Präsident des Aachen-Laurensberger Rennvereins (welcher den CHIO Aachen organisiert). Die Reitsportbegeisterung hat sich dabei auch auf seine Töchter übertragen, sowohl Nadine Capellmann als auch ihre vier Jahre ältere Schwester Gina Capellmann-Lütkemeier sind als professionelle Dressurreiter aktiv.
Ende des Jahres 2012 adoptierte Nadine Capellmann ein einjähriges Mädchen.

## Sport

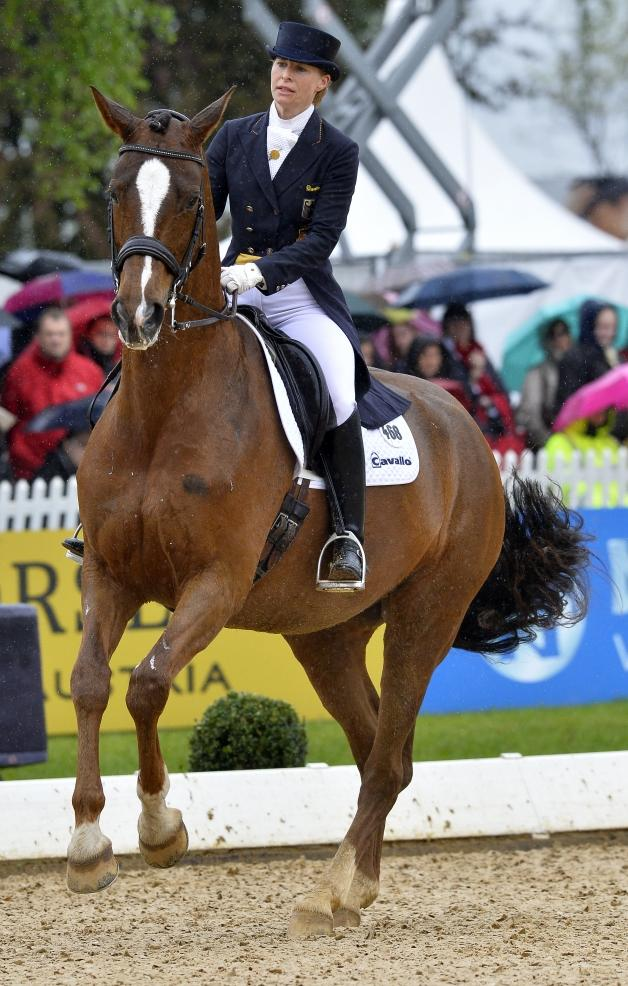
Nadine Capellmann mit Girasol beim CDI 5* München-Riem 2013

Nadine Capellmann gewann bei den Olympischen Spielen 2000 in Sydney auf dem bunten Fuchs Farbenfroh v. Freudentänzer (* 1990; † 2004) mit der deutschen Mannschaft die Goldmedaille. Zwei Jahre später bei den Weltreiterspielen 2002 wurde sie Weltmeisterin sowohl im Einzel als auch mit der Mannschaft. Den Weltmeistertitel mit der Mannschaft hatte sie zuvor schon 1998 mit Gracioso (* 1985; † 2016) gewonnen, der 2003 in den Ruhestand geschickt wurde. Ende 2004 musste Farbenfroh eingeschläfert werden, nachdem er sich nach einer gut verlaufenen Operation in der Aufwachbox den Oberschenkelhals brach.
In der Folge dieses Ereignisses konzentrierte sich Nadine Capellmann auf den Aufbau des Pferdes Elvis VA (* 1996; † 2021), einen Fuchswallach von Espri, mit dem sie kurz zuvor das Finale des Nürnberger Burgpokals gewonnen hatte. Capellmann hatte Elvis VA von Martin Schaudt im Jahr 2002 erworben. Elvis VA ging von 2002 bis 2004 im Sport unter Heiner Schiergen. Im Jahr 2005 bestritten Capellmann und Elvis VA erste Auftritte auf Grand Prix-Niveau. Ihr damaliger Lebensgefährte Martin Schaudt übernahm das Training, das bis zu diesem Zeitpunkt durch Klaus Balkenhol erfolgte. In diesem Jahr erhielt Elvis VA auch den Otto-Lörke-Preis als bestes Nachwuchspferd des Jahres 2005. Die Beziehung mit Martin Schaudt hatte noch bis Oktober 2005 Bestand, jedoch blieb er darüber hinaus bis zum Sommer 2006 ihr Trainer.
In den folgenden Jahren erritt sie mit Elvis VA verschiedene Erfolge, wurde bei den Weltreiterspielen 2006 in Aachen erneut Mannschafts-Weltmeisterin und 2008 erneut Olympiasiegerin mit der Mannschaft.
Für den Gewinn der Goldmedaille bei der Olympiade 2008 in Peking erhielt sie von Bundespräsident Köhler das Silberne Lorbeerblatt.
Ab Sommer 2006 übernahm der deutsche Dressur-Bundestrainer Holger Schmezer das Training von Nadine Capellmann, diese Verbindung hielt bis 2008 an. Von Mai bis Juli 2008 wurde sie von Jürgen Koschel, und anschließend erneut von Holger Schmezer trainiert. Im November 2008 kehrte sie zum Trainer ihrer früheren Erfolgsjahre – Klaus Balkenhol – zurück.
Im Hinblick auf ihre zukünftige reiterliche Karriere erwarb Nadine Capellmann von Martin Schaudt im Mai 2010 die Stute Girasol, ein 2001 geborenes Württemberger Warmblut vom Totilas-Vater Gribaldi, das bis dahin von Schaudts Ehefrau Jasmin im Sport vorgestellt wurde. Zuvor hatten laut Presseangaben diverse internationale Dressurreiter wie etwa Andreas Helgstrand und Edward Gal sich über das Pferd informiert. Diese Interessenten wurden jedoch von einem „astronomischen Preis“, den Martin Schaudt verlangte, abgeschreckt. Bei ihrem ersten gemeinsamen Auftritt, im Rahmen des Medien Cups, erritt Nadine Capellmann mit Girasol einen zweiten Platz im Nachwuchspferde-Grand Prix mit einem Ergebnis von 74,85 %.
2015 gab sie Girasol zu der Spanierin Morgan Barbançon Mestre ab und 2018 wurde die Stute Mutter, das Stutfohlens von Franklin kam im Juli via Embryotransfer zur Welt und trägt den Namen Nirasol.

## Erfolge
Olympische Spiele

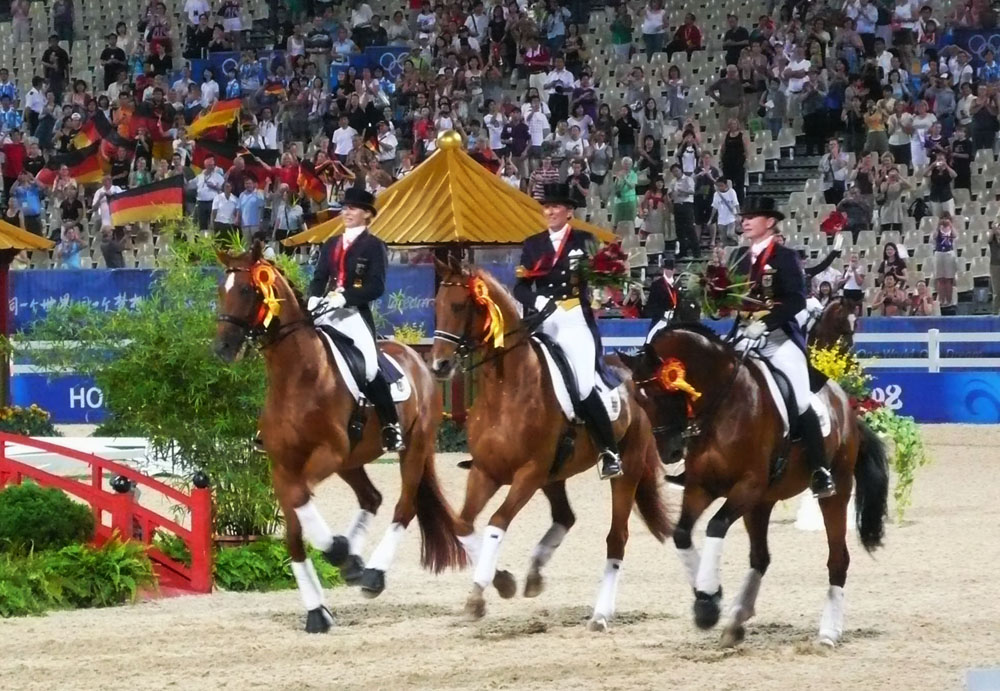
Nadine Capellmann (Links) und das deutsche Dressurteam, Goldmedaillengewinner der Olympischen Spiele 2008

- Goldmedaille (Mannschaft): 2000 mit Farbenfroh, 2008 mit Elvis VA

Weltmeisterschaften
- Goldmedaille (Mannschaft): 1998, 2002, 2006
- Goldmedaille (Einzel): 2002

Europameisterschaften
- Goldmedaille (Mannschaft): 1997, 1999, 2001
- Silbermedaille (Mannschaft): 2007
- Bronzemedaille (Einzel): 2001

Deutsche Meisterschaften
- Goldmedaille: 1999, 2001, 2002
- Silbermedaille: 1998, 2001, 2007
- Bronzemedaille: 1994, 1997, 2003, 2006, 2008

## Auszeichnungen
Sie wurde 2008 mit dem Silbernen Lorbeerblatt ausgezeichnet.